# Chauvac-Laux-Montaux
Chauvac-Laux-Montaux är en kommun i departementet Drôme i regionen Auvergne-Rhône-Alpes i sydöstra Frankrike. Kommunen ligger i kantonen Rémuzat som tillhör arrondissementet Nyons. År 2022 hade Chauvac-Laux-Montaux 43 invånare.

## Befolkningsutveckling
Antalet invånare i kommunen Chauvac-Laux-Montaux
Referens:INSEE